# Polimlje
Polimlje (cyr. Полимље) – wieś w Bośni i Hercegowinie, w Republice Serbskiej, w gminie Rudo. W 2013 roku liczyła 22 mieszkańców.